# Joseph Vignal
Pour les articles homonymes, voir Vignal.
Joseph Vignal, né le 6 octobre 1922 dans le 2e arrondissement de Lyon et mort le 6 janvier 2004 à Fontenay-aux-Roses, est un homme politique français.

## Biographie
Joseph Vidal est charcutier à Condrieu, lorsqu'il devient membre de la Chambre de commerce de Lyon, en 1955. Il rejoint alors l'Union de défense des commerçants et artisans de Pierre Poujade. Il en devient le président départemental.

## Détail des fonctions et des mandats

### Mandat parlementaire du2 janvier 1956-18 avril 1956
Député du Rhône, il est nommé secrétaire de séance le 25 janvier 1956. Le 31 janvier 1956, avec les membres du groupe poujadiste, il refuse l’investiture au socialiste Guy Mollet. En mars 1956, il intervient à la tribune pour la défense des petits commerçants lors de la discussion de la proposition de loi relative à la location-gérance des fonds de commerce et établissements artisanaux. Son élection est invalidée par la commission électorale, comme pour neuf autres poujadistes ; il est remplacé par Lucien Degoutte le 18 avril 1956.